# Nechtan II
Pour les articles homonymes, voir Nechtan (homonymie).
Nectan nepos Uerb roi des Bretons du Strathclyde et roi des Pictes vers 600 à 621.

## Origine
Nechtan nepos Uerd « petit-fils de Uerd  » (c'est-à-dire descendant ?) selon les manuscrits de la Chronique picte de (971/1072) et « fils de Ird » selon ceux de (1187/1317) règne pendant 20 ans selon la « Chronique  picte ». Si on accepte de l'identifier avec « Nechtan mac Canu » il serait mort en 621.
Toutefois, Nechtan est par ailleurs également identifié par Alfred P. Smyth et James E. Fraser à un membre de la dynastie des rois bretons de Strathclyde qui apparaît dans le manuscrit Harleian MS 3859 sous le nom de « Neithon fils de Gwyddno » (Neithon map Guipno) cousin et successeur de Rhydderch Hael mort vers 612,.
Dans ce cas Il serait également le Nwython map Gwyddno  dont Hoan (Eugein/Owen de Strathclyde) mort vers 645 le vainqueur de Domnall Brecc de Dalriada est proclamé le petit-fils par ses bardes
Enfin il a été également avancé que le Canu ou Cano mentionné dans les Annales d'Ulster est le Canu Garb listé dans le Senchus Fer n-Alban, ce qui ferait de Nechtan le petit-fils de Gartnait mac Dolmech, qui a été présenté come un fils putatif d' Áedán mac Gabráin de Dál Riata.
Marjorie Ogilvie Anderson se montre prudente en ce qui concerne son idenfication puisqu'elle estime que « Nechtan petit-fils/fils de Uerb/Irb  dont le règne est long de 20/21 ans peut ou ne peut par être le Nechtan fils de Cano qui meurt vers 620» 
C’est sous le règne de ce roi qu’après la mort de leur père Ethelfrith les princes de Bernicie Eanfrith, Oswy et Oswald se réfugient pendant le règne d'Edwin chez les Pictes et vraisemblablement ensuite pour les deux derniers à Iona chez les Scots qui les convertissent à la foi chrétienne.

## Sources
- (en) Peter Bartrum, A Welsh Classical Dictionary : People in History and Legend Up to about A.D. 1000, Aberystwyth, National Library of Wales, 1993, 649 p. (ISBN 978-0-907158-73-8), p. 573  NEITHON ap GWYDDNO. (530)
- (en) J.P.M. Calise, Pictish Sourcebook, Documents of Medieval Legend and Dark Age History, Londres, Greenwood Press, 2002, 365 p. (ISBN 0313322953), p. 245 Nectu n. Uerb (Nechtan II/Nechton II Nectu n. Uerb, Nechtan grandson of Verb, Nechtan, nepos of Uerb or son of irb) Pictisk king (c.601/02-621)
- (en) Tim Clarkson, The Men of the North. The Britons of southern Scotland, Edinburgh, John Donald, 2010, 230 p. (ISBN 9781906566180), p. 118-119.
- (en) William Arthur Cumming, The Age of the Picts, Stroud, Sutton Publishing, 1998 (ISBN 0750916087).
- (en) Alan MacQuarie, The Kings of Strathclyde 400-1018 dans Medieval Scotland: Crown Lorship and Community, Essay Ouvrage collectif présenté par G.W.S. Barrow. Pages de 1 à 19 & Table page 6 Edinburgh University Press (1998)  (ISBN 0-7486-1110-X).
- (en) William Forbes Skene Chronicles Of The Picts,Chronicles Of The Scots, And Other Early Memorials Of Scottish History. H.M General Register House Edinburgh (1867) Reprint par Kessinger Publishings's (2007)  (ISBN 1432551051).
- (en) Ann Williams,Alfred P. Smyth, D P Kirby, A Bibliographical Dictionary of Dark Age Britain (England, Scotland and Wales c.500-c.1050), Londres, Seaby, 1991, 253 p. (ISBN 1 852640472), p. 183 Nechtan (Nectu) grandson of Verb Pictish king c.602-621